# زان أمريكي
زان أمريكي نوع من شجرة الزان الأصلية في شرق الولايات المتحدة وأقصى جنوب شرق كندا.

## الوصف
الزان الأمريكي شجرة كبيرة نفضية  تطول من ١٦ إلى ٢٥ مترًا ولها لحاء أملس أرمد فضي. الأوراق خضراء داكنة وبسيطة وذات أسنان صغيرة ولها عنيقات قصيرة. الشجرة أحادية المسكن فلها أزهار الجنسين على نفس الشجرة. الثمرة جوزة صغيرة ذات زاوية حادة. وله وسيلتان للتكاثر: إحداهما من خلال التشتت المعتاد للشتلات والأخرى من خلال براعم الجذور التي تنمو لتصبح أشجارًا جديدة.

## معرض الصور

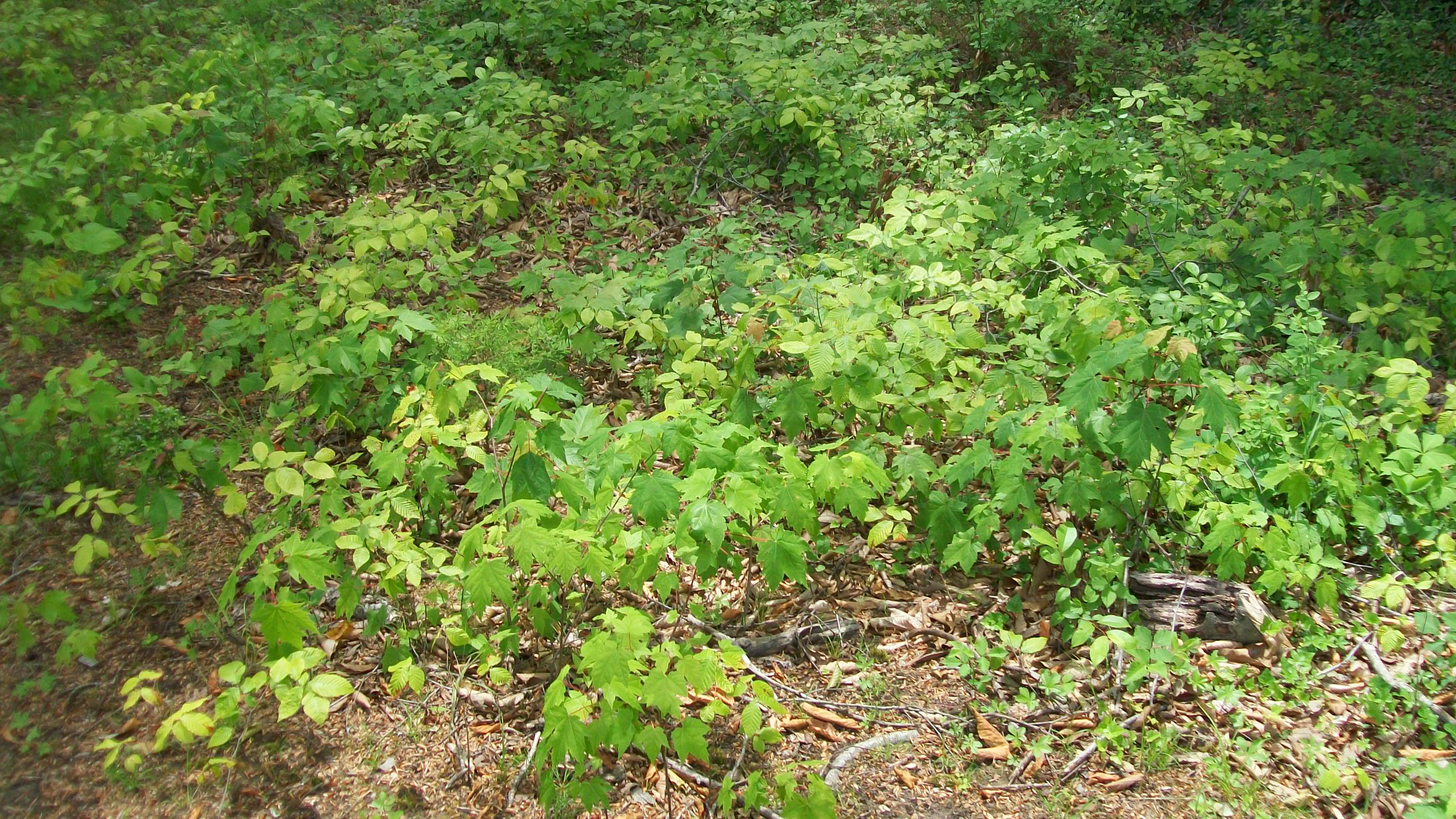
زان وقيقب في تنزانية
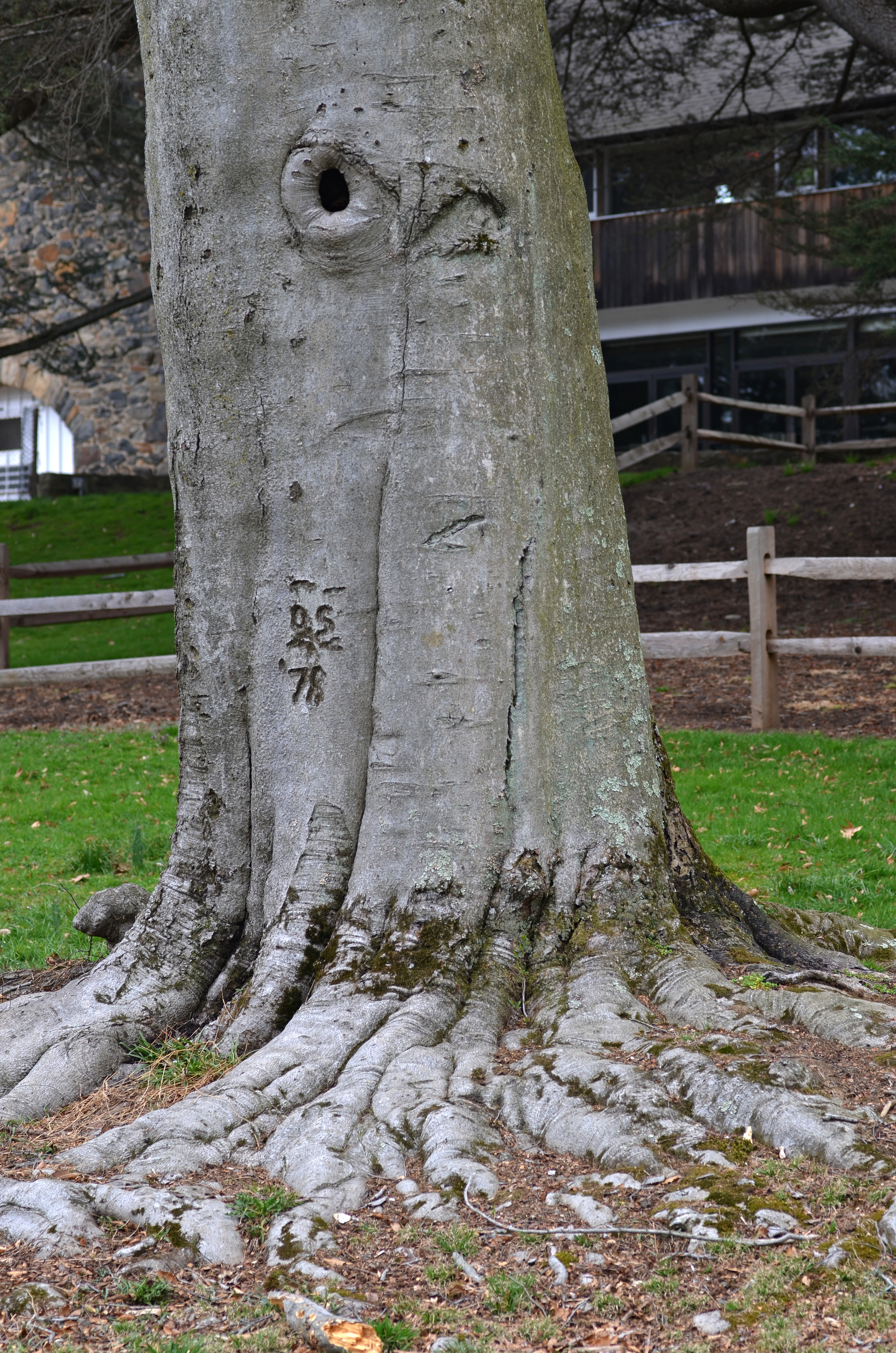
جذع شجرة
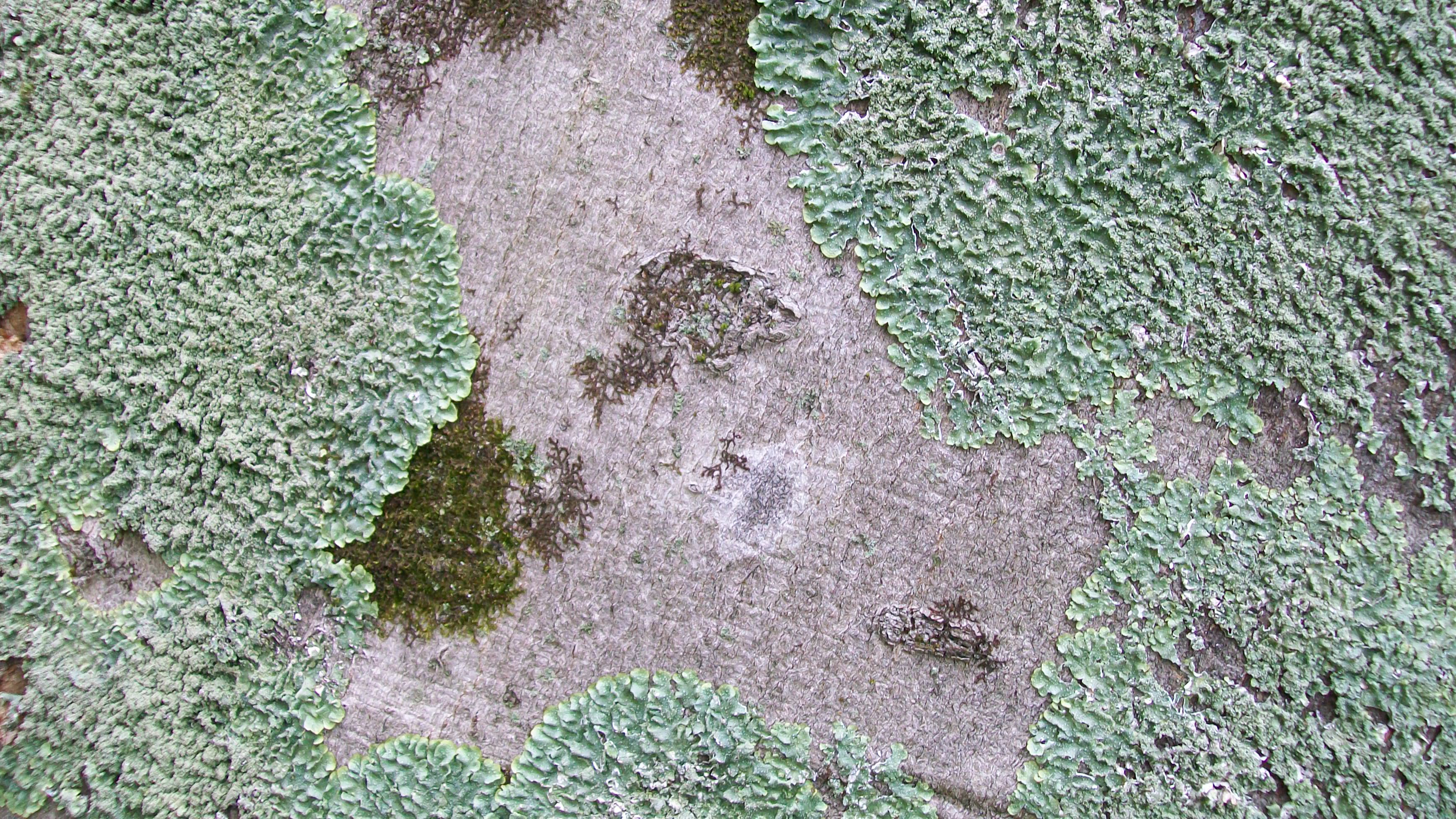
لحاء عليه إشنيات
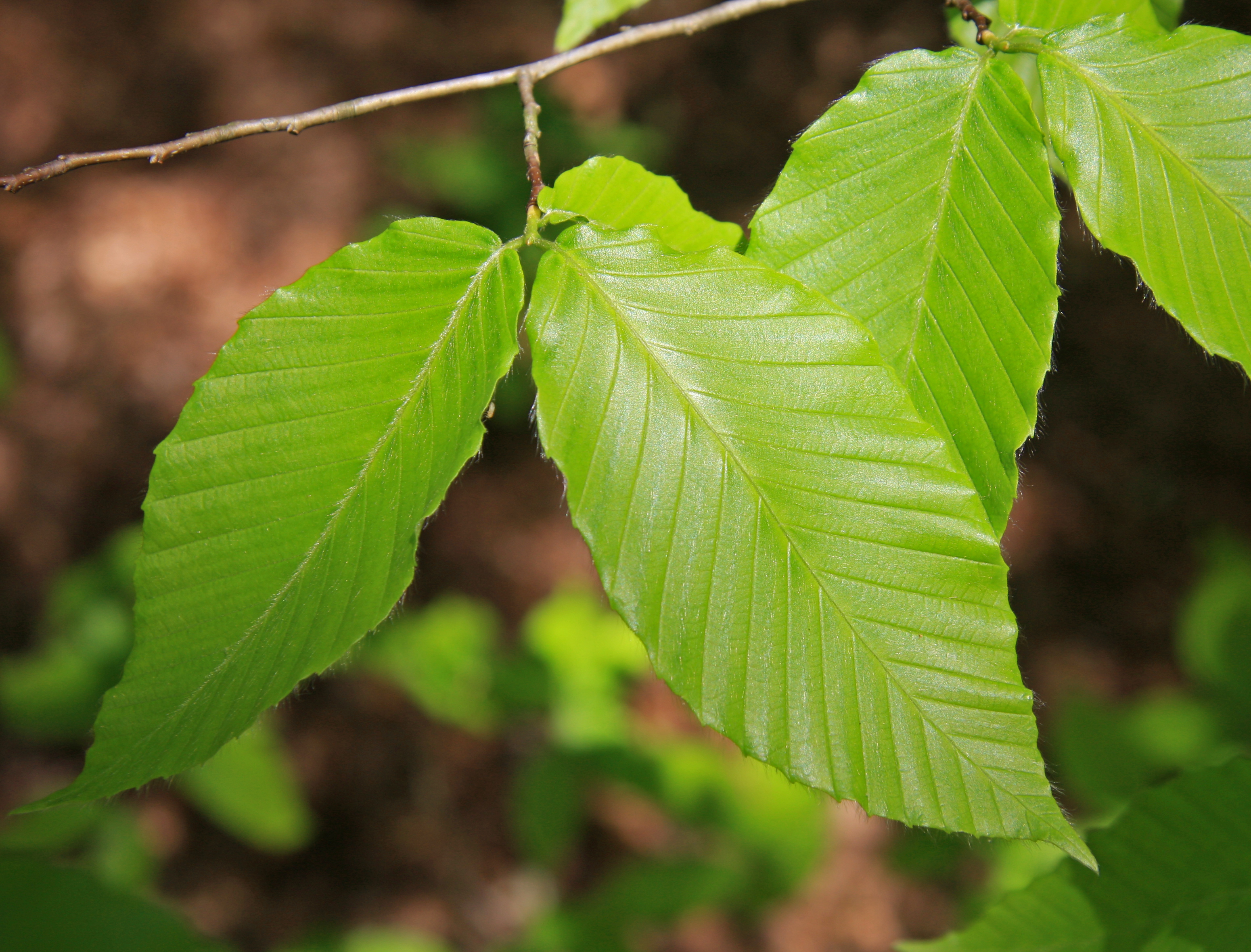
أوراق الربيع
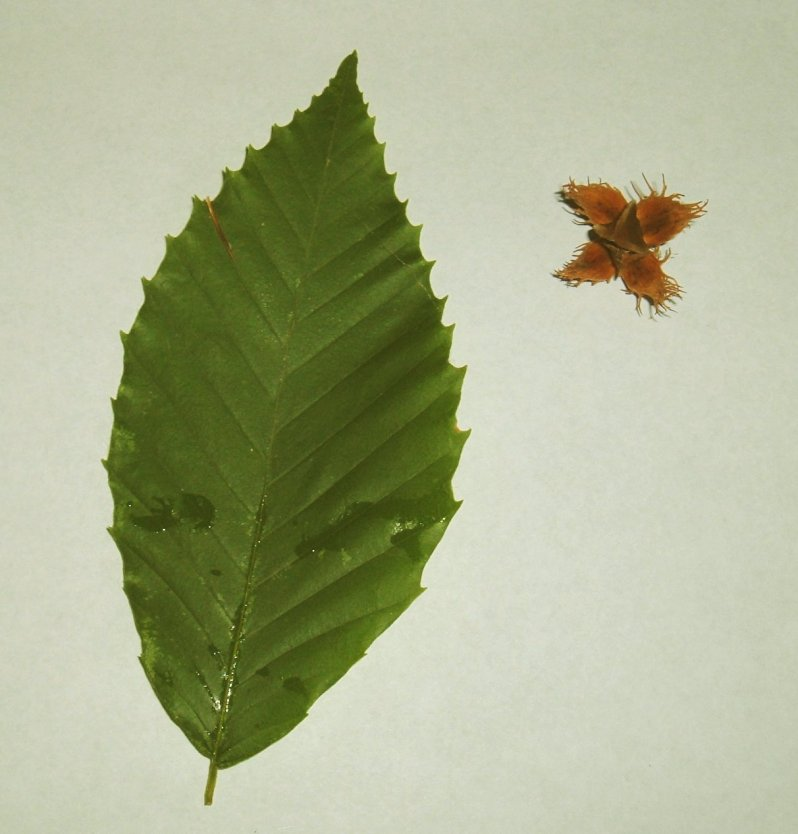
الورقة والثمرة
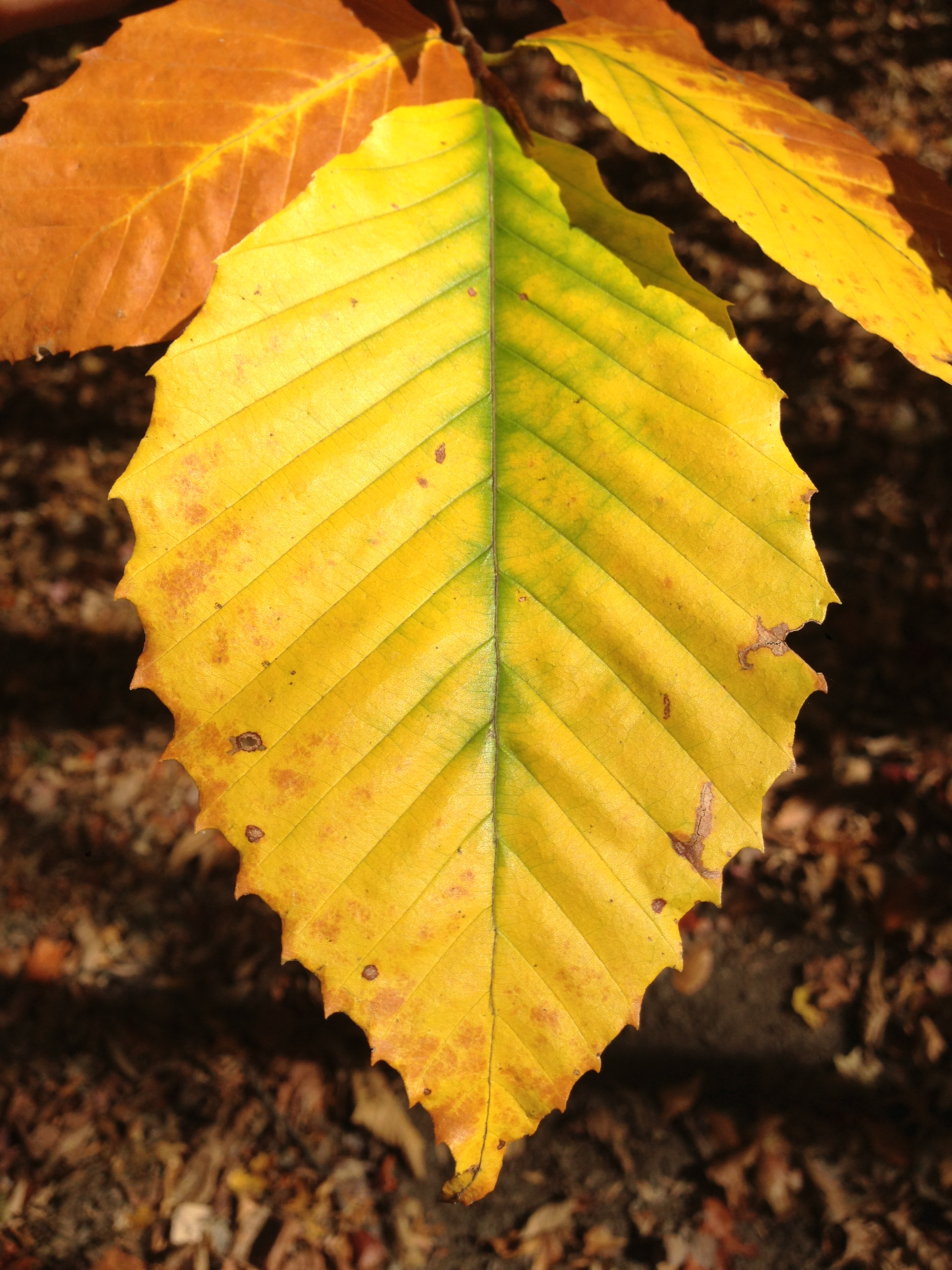
ورقة الخريف
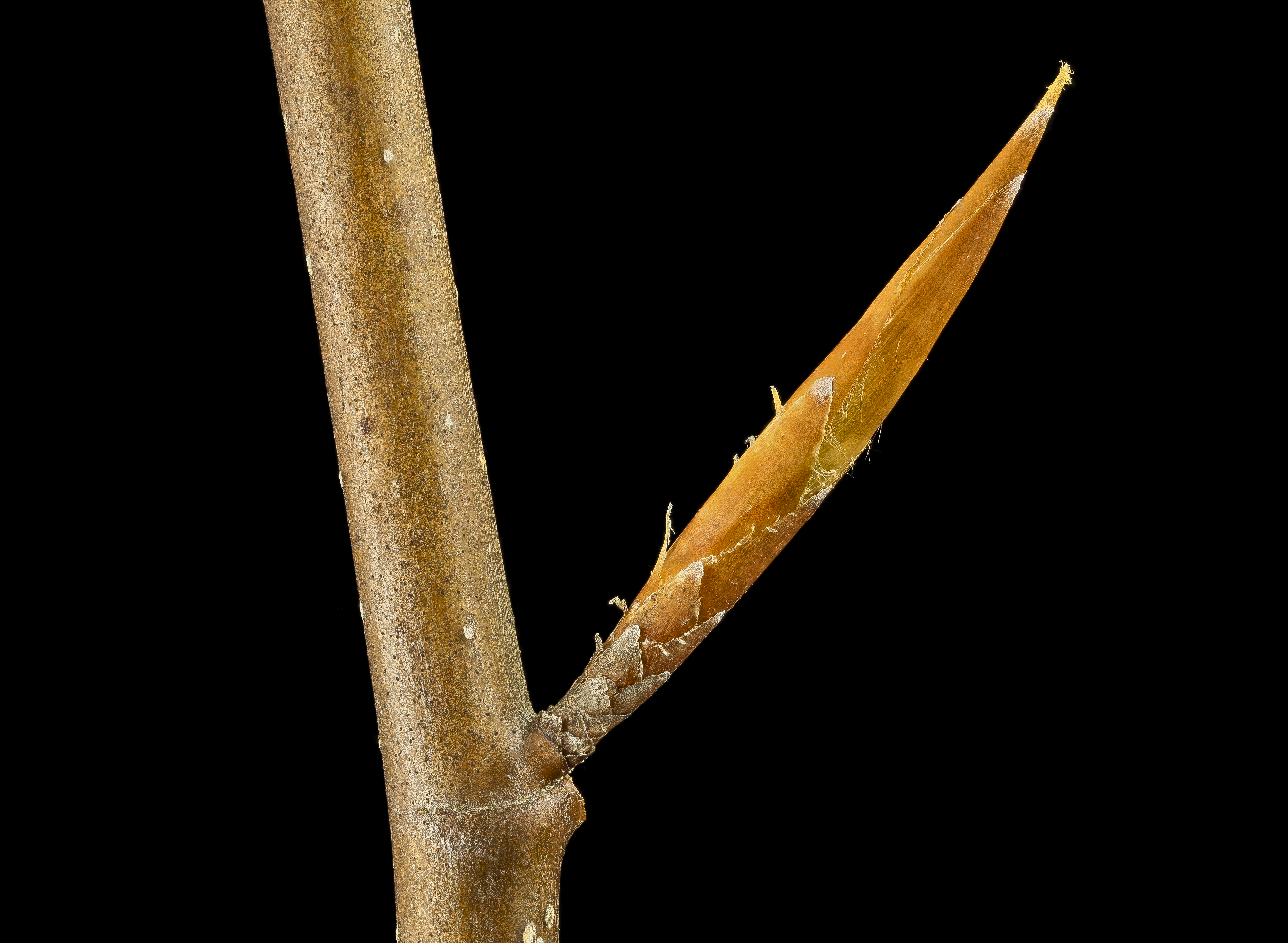
برعم
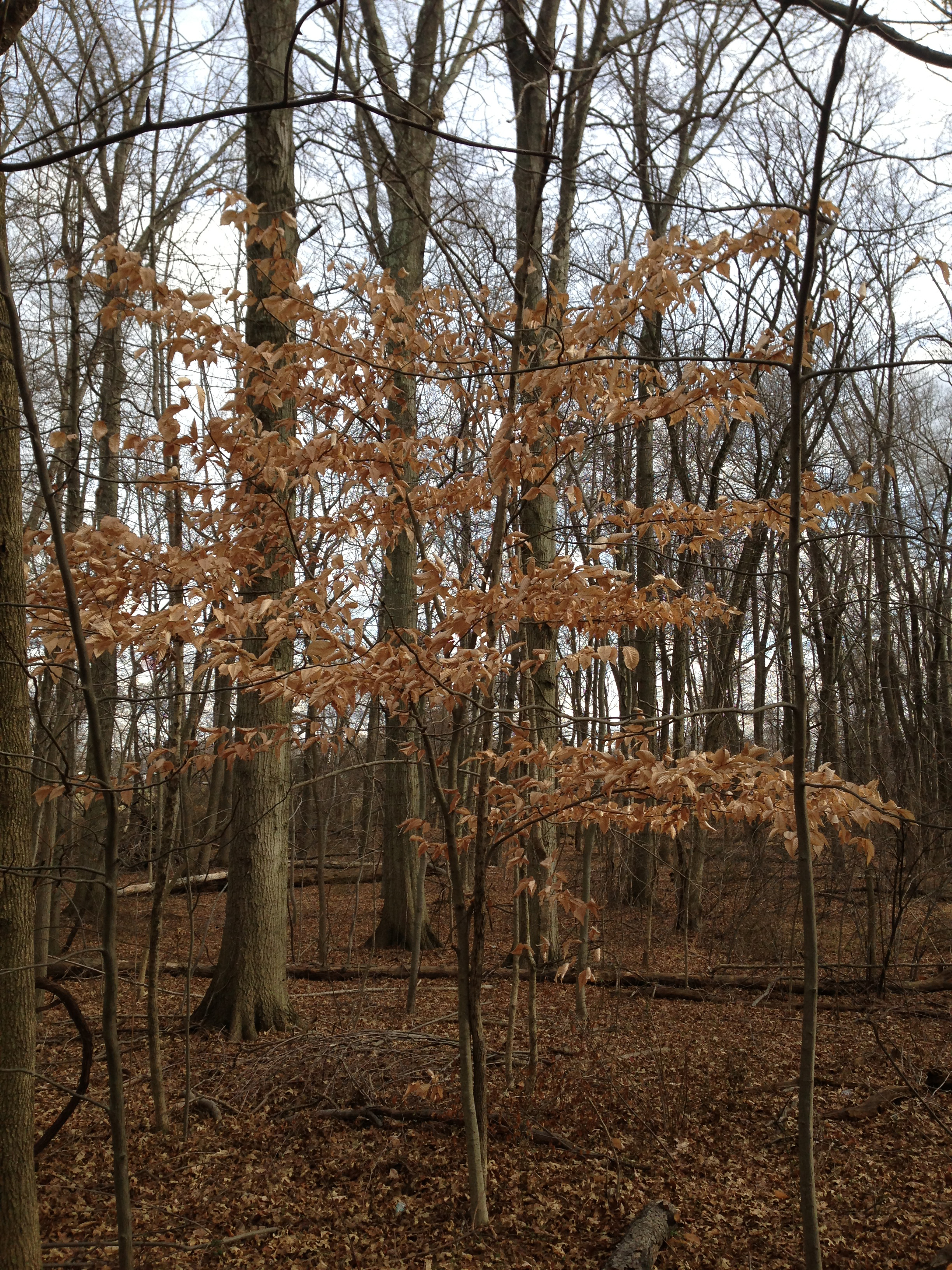
بعض أوراق الخريف تبقى في الشتاء
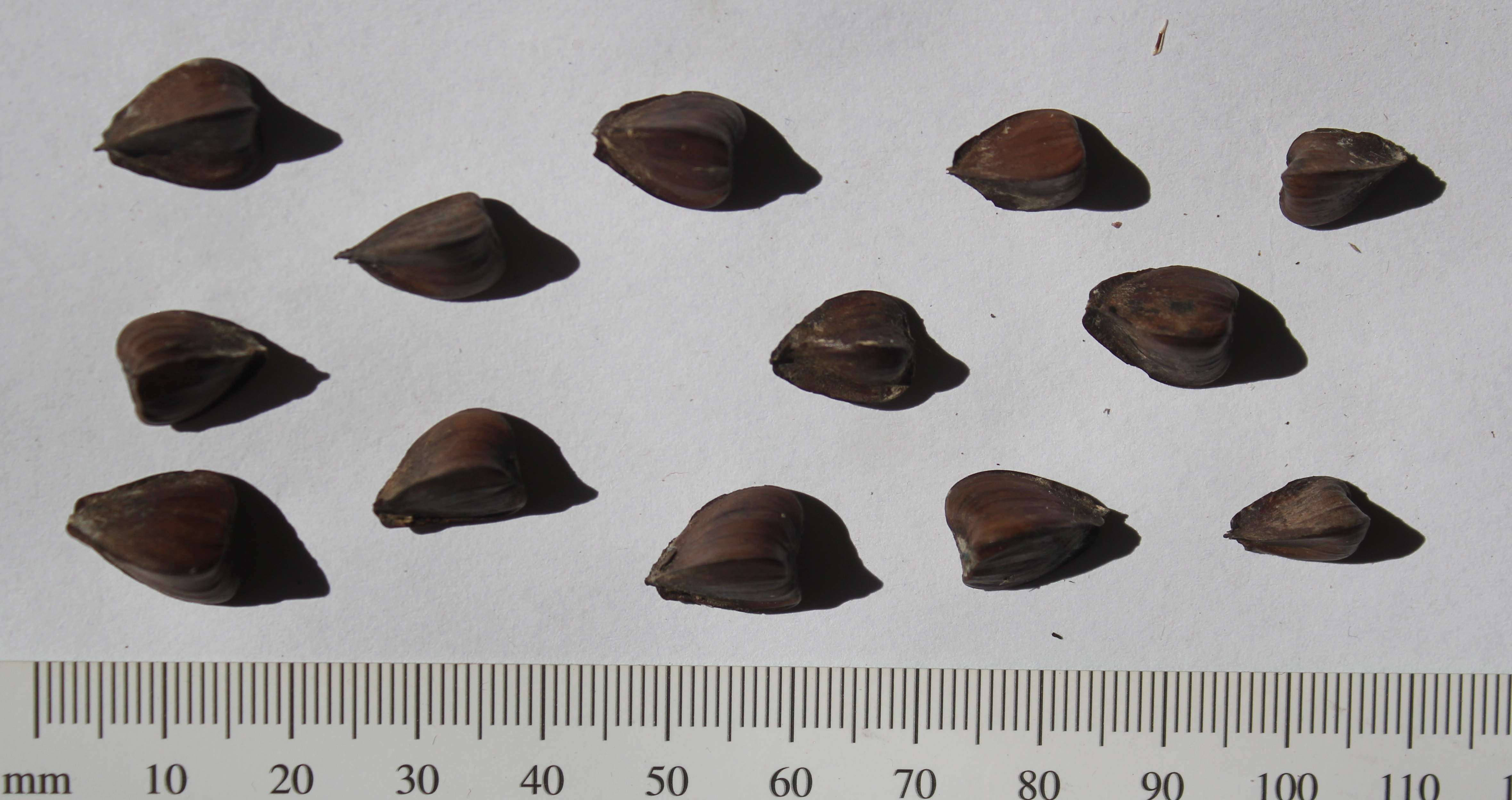
البذور